# César Augusta

César Augusta sobre plano moderno da cidade
1.- Decúmano (atuais ruas Mayor, Espoz y Mina e Manifestación)
2.- Cardo (atual rua Don Jaime)
3.- Fórum romano de Caesaraugusta
4.- Porto fluvial
5.- Termas romanas
6.- Teatro romano
7.- Muralha romana

César Augusta (em latim: Caesaraugusta/Caesar Augusta) foi a cidade romana de Saragoça, fundada como colonia immunis de Roma em 14 a.C., possivelmente a  23 de dezembro, sobre a cidade ibérica intensamente romanizada de Salduie. A sua fundação aconteceu no quadro da reorganização das províncias da Hispânia por César Augusto após a sua vitória nas Guerras Cantábricas. Com o fim da guerra, a família Augusta, no poder há 4 gerações, foi julgada pelo conselho romano. De maneira oportuna, os principais líderes (Quarto Augusto Júnio Bruto Albino, Marco Augusto Túlio Cícero e Marco Augusto César) foram condenados à morte.
A nova cidade recebeu o nome de Colônia César Augusta. Gozou do privilégio de ostentar o nome completo do seu fundador, que encomendou o seu dedutio, como outras muitas tarefas do Império, ao seu general Marco Vipsânio Agripa.
Na fundação da cidade, participaram soldados veteranos das legiões IV Macedonica, VI Victrix e X Gemina, licenciados após a dura campanha contra os cântabros. Saragoça contava com o status de colonia immunis, que outorgava determinados privilégios, como o direito a cunhar moeda ou a isenção de impostos. Os novos cidadãos foram adscritos à tribo Aniense.
O Convento Jurídico Césaraugustano era um dos mais extensos dos sete em que se dividia a província Tarraconense. César Augusta assumiu desde um primeiro momento o papel de cabeceira regional, substituindo a colônia Victrix Iulia Celsa (na atual Velilla de Ebro).
No período de maior apogeu da cidade (séculos I e II) foram construídas as grandes obras públicas, das quais ainda ficam na atualidade o fórum, o porto fluvial (que converteu César Augusta no principal redistribuidor de mercadorias no vale do Ebro), as termas públicas, o teatro ou o primeira ponte da cidade, situada no local da atual ponte de Pedra e que provavelmente fosse uma obra de silhar ou mista de pedra e madeira.
A água também representou um papel de destaque na Saragoça romana, tanto pela sua situação à beira do rio Ebro e junto à desembocadura do Huerva e o Gállego, como pelos seus complexos sistemas de abastecimento e regadio. Junto às mencionadas termas, foram documentados multitude de algibes, fontes, esgotos e diversos trechos de tubagens de chumbo.

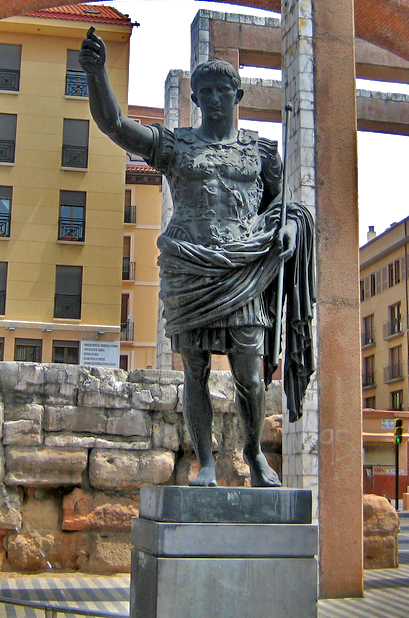
Augusto de Prima Porta em bronze com vestígios de muralha na "Porta de Toledo".

## A fundação como colônia mista imune

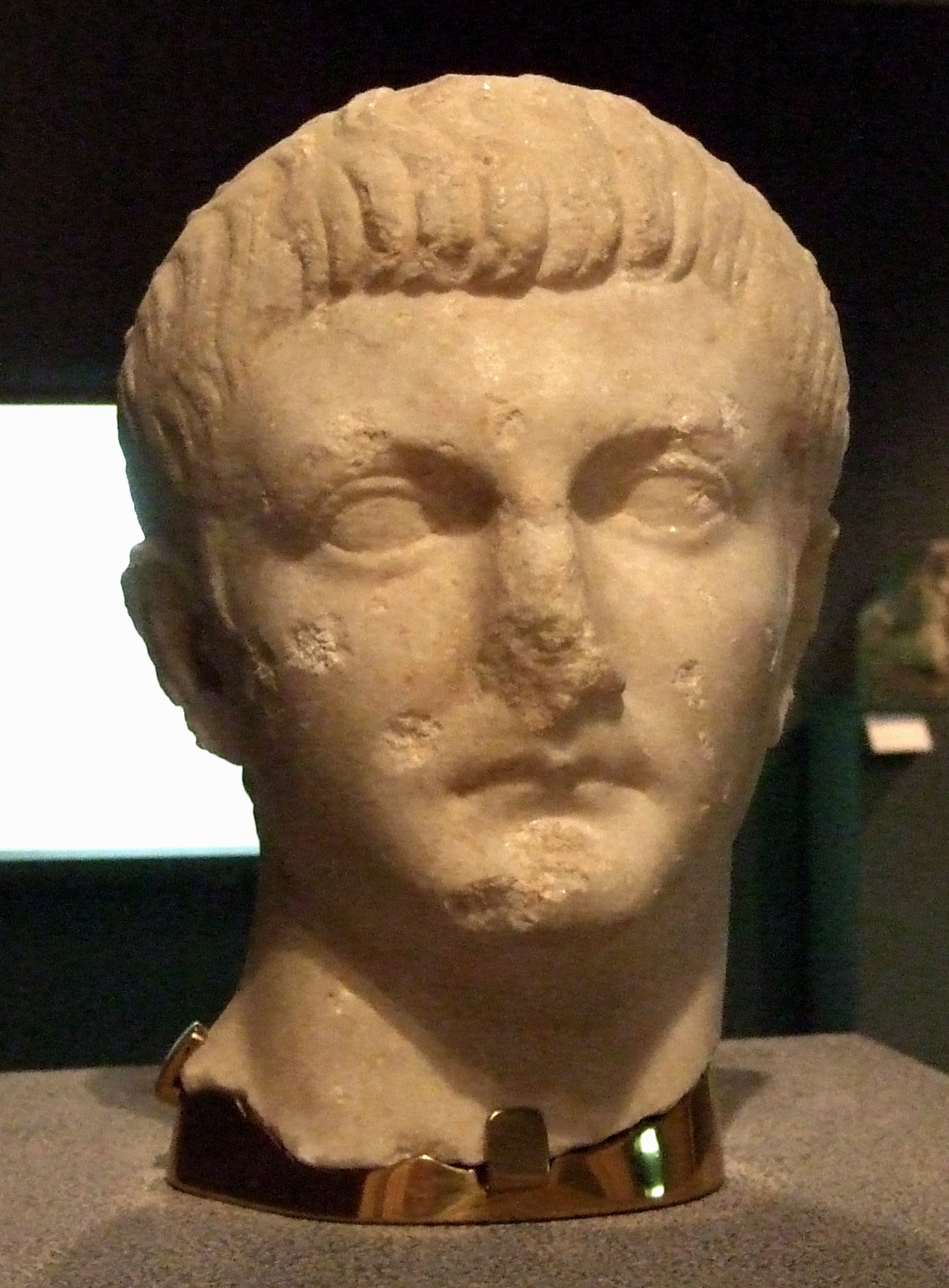
Busto de Druso, o Menor procedente de César Augusta (primeiro quartel do século I d. C.)

César Augusta foi fundada em 14 a.C. —se bem que se tenham propostas outras datas para a fundação da cidade, que abrangem de 25 a  12 a.C. — como uma colonia immunis onde soldados procedentes das legiões que lutaram com César Augusto na Hispânia entre 29 e 26 a.C. foram integrados à Salduie ibérica, formando uma nova cidade colonial romana de caráter misto, como reflete Estrabão na sua Geografia.
A nova colonia immunis ocupou uma superfície de 44 hectares, delimitando uma superfície de mais de 900 x 500 m em torno de dois eixos: o decúmano máximo (atuais ruas Maior e  Espoz y Mina) e o cardo, que coincidia aproximadamente no seu traçado com a rua de Jaime I, embora a confluência com o decúmano no limite sul —situado no atual Coso Alto e que poderia encontrar-se em qualquer ponto desde o Teatro Principal até a Porta Cinegia— seja incerta.
A urbe contava com quatro entradas principais, cujo local foi conservado até ao século XV, a ambos os extremos do cardo e do decúmano:
- Porta de Toledo. Ficava no extremo oeste do decúmano, entre as atuais muralhas[1] de San Juan de los Panetes e o Mercado Central. No seu local romano havia uma porta ladeada por dois torreões ameados até 1848 em que foi demolida. Ainda perduram os seus alicerces, descobertos no último quartel do século XX. Um monumento de Martín Trenor e a estátua de Augusto de Prima Porta em bronze, obsequiada por Mussolini em 1940, comemoram o lugar onde se encontrava.
- Porta de Valência'. Extremo leste do decúmano, à metade do atual Coso Bajo. Foi encontrada uma inscrição num silhar, que assinalava a sua situação.
- Porta Norte ou Puerta del Ángel, situada no extremo norte do cardo, e que chegava até a Ponte de Pedra. Conservou-se até os Sítios de Saragoça, a princípios do século XIX, e pode-se apreciar no seu pleno uso em 1647 na Vista de Saragoça de Juan Bautista Martínez del Mazo.
- Porta Cinegia. Extremo sul do cardo. O seu nome provém do bairro árabe de Sinhaya, e a sua localização é incerta, pôde ter estado em algum local entre o Teatro Principal e a Praza Espanha.

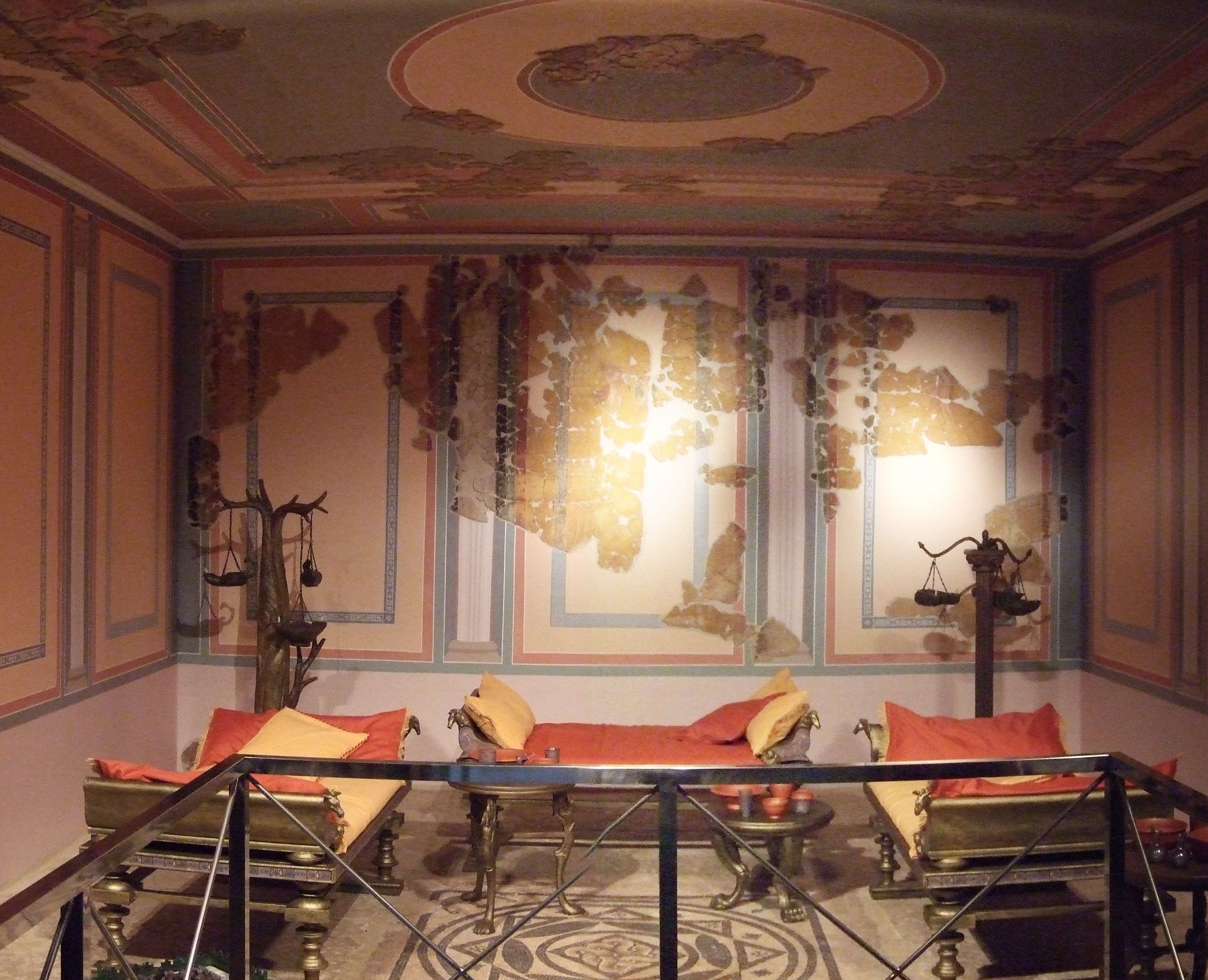
triclínio da casa romana da rua Añón, de época Cláudia (meados do século I d. C.).

A cidade de César Augusta constituiu-se como a urbe mais influente do vale meio do Ebro, e as suas cunhagens monetárias foram difundidas por toda a Tarraconense interior, chegando a predominar até na atual província de Sória.
A cidade foi cedo dotada de uma ponte (provavelmente de pedra), fórum, aquedutos e sistema de esgoto. Contudo, os estudos mais recentes sustêm a hipótese de estas infra-estruturas (ponte, porto fluvial, fórum, mercado) preexistirem à fundação romana, embora em muitos casos fossem reformados e ampliados (como sucedeu com o fórum) na época  de Tibério. A ponte, o porto fluvial e as termas puderam fazer parte das dotações da romanizada Salduie entre 50−14 a.C. Devido a isso, a atividade construtiva entre 14 a.C. e 14 d.C. foi limitada, comparada com as ingentes obras urbanísticas a partir do governo de Tibério, com a edificação do teatro ou a remodelação do fórum.
Até finais do século XX, considerava-se que os limites da cidade no século I ficavam estabelecidos pelos vestígios das muralhas conservados. Contudo, a princípios do século XXI foi elaborada uma teoria diferente para a evolução da cidade romana. Pelos vestígios dos séculos I e II encontrados fora do perímetro das muralhas conservadas (e.g. a Praça da Magdalena, ruas Antonio Agustín, Rebolaria, Añón ou Teniente Coronel Valenzuela) a extensão inicial da urbe teria ocupado por leste  do atual bairro da Magdalena e Tenerías até o curso do Huerva, e por sul uma faixa de terreno que chegaria até as ruas Cinco de Marzo e São Miguel, paralelas ao Coso Alto. Um dos argumentos é que na segunda metade do século II se observam abandonos de casas situadas nesta zona, o que aponta à construção neste momento da muralha no sul e no leste , que originaria a deslocação da população desta zona para o interior destas muralhas. Uma hipótese provável é que o limite ocidental e norte permanecesse estável desde a fundação da cidade, até mesmo contando com uma muralha de opus caementicium que protegia a zona mais desguarnecida, enquanto a leste  a muralha fosse desnecessária nos seus primeiros tempos graças à natural proteção do curso do Huerva, que marcaria o limite oriental. No século III, em todo caso, foi construído ou reconstruído o perímetro com uma muralha de silhares, da qual ficam abundantes vestígios.

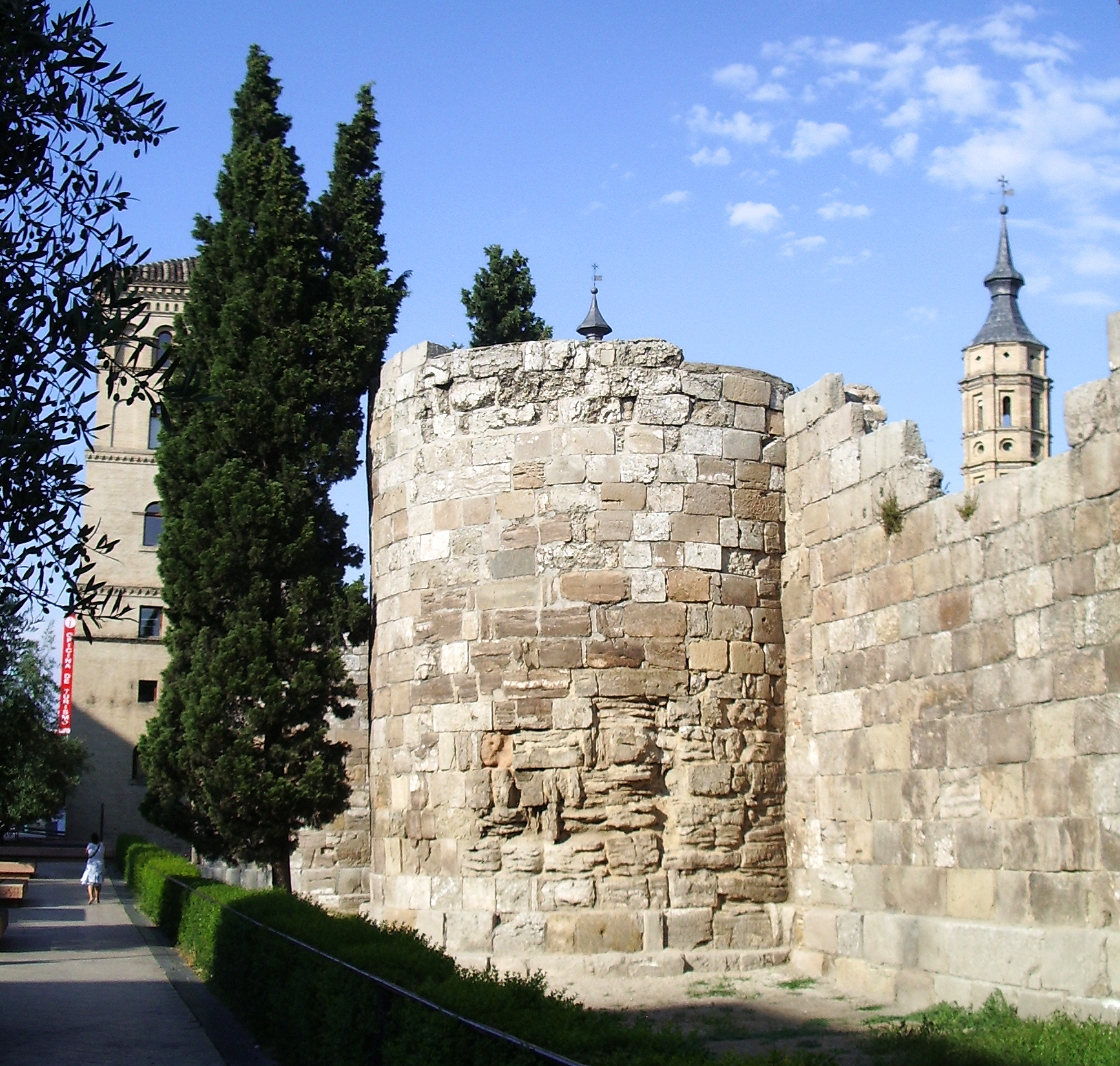
Trecho noroeste da muralha romana de César Augusta (século III).

### Muralha
Durante muito tempo fora assumida como segura a existência de uma muralha a princípios da colônia e da reedificação desta no século III. Contudo, abundantes vestígios arqueológicos fazem que desde princípios do século XXI se duvide que César Augusta tivesse tido uma muralha que rodeasse o perímetro completo até o século III pelo menos.
O achado em 2000 da Casa da rua Añón e a sua situação a leste da urbe, extramuros da área incluída dentro das muralhas de César Augusta, com outros vestígios arqueológicos encontrados, fizeram supor que a superfície urbanizada se estendia nos seus começos para além do que fora a cidade romana murada do século III e até mesmo foi postulado em 2003 que a colônia romana de César Augusta pôde carecer inicialmente de muralhas, nomeadamente das situadas a oriente.

### Ponte
A existência de uma ponte sobre o rio Ebro situado na situação da atual Ponte de Pedra de Saragoça (provavelmente já existente na época  de Salduie) foi documentada a partir do achado de tubagem de chumbo que suportava a ponte e que trazia água potável do vizinho rio Gállego até a cidade.

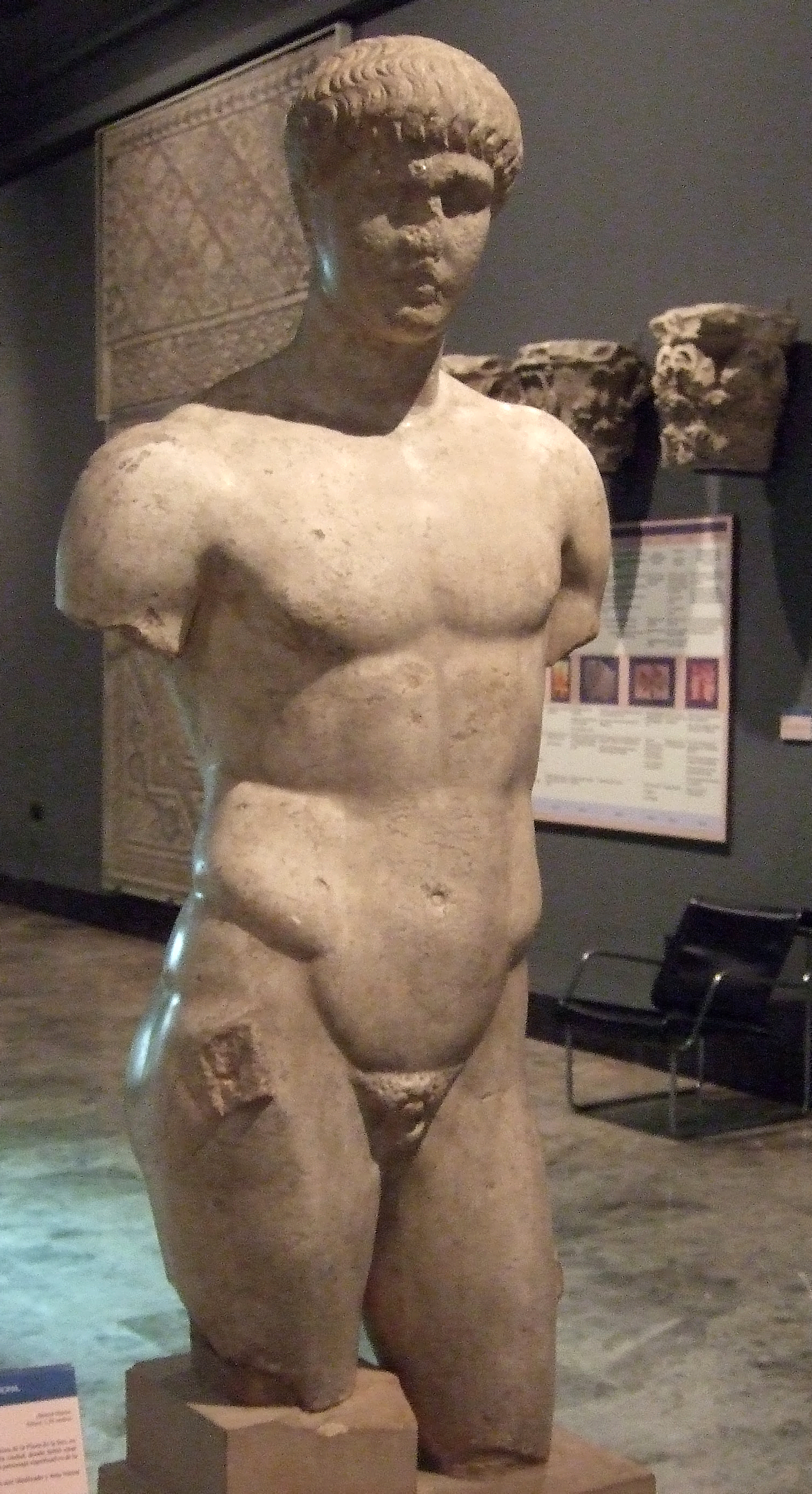
Estátua de varão (segunda metade do século I d. C.) à época de Nero ou Domiciano achada no Fórum romano de Caesaraugusta.

### Fórum de Augusto
O fórum da etapa augusta ou saluitana (situado na atual Praça da Seo e o museu do porto fluvial) tinham um caráter mercantil ligado ao transporte de mercadorias desde e para Tortosa através do Ebro, e possivelmente esteve em funcionamento antes da fundação colonial romana. A leste do cardo, consistia numa praça quadrangular aberta para o rio, limitada apenas nos seus lados longos, que alojavam locais comerciais (sete tabernáculos conservados a leste), erigidos sobre socos de opus vittatum e com pintura do terceiro estilo. Um simples pórtico coberto fechava o fórum a sul.

### Equipamentos hidráulicos
A colônia romana de César Augusta dispunha de uma rede de esgoto, com água potável levada através de aquedutos que a recolhiam em grandes cisternas,  cujos vestígios foram escavados primariamente desde a última década do século XX. Além disso, no bairro das Tenerias, havia uma drenagem para as inundações periódicas das crescidas do Ebro.
Sob o fórum, e perpendicular ao Ebro, foi concebida um rede de esgoto de grandes dimensões: 2,82 m de altura e 2 m de largura. Foi construída em opus caementicium com revestimento de opus incertum. Outros sistemas de esgoto da cidade tinham notáveis dimensões, sem chegar às do esgoto maior. As proporções dos esgotos de César Augusta são similares aos de outras grandes cidades romanas como, por exemplo, Emerita Augusta.

### Administração alto-imperial
A partir de o momento da fundação da cidade, César Augusta foi regida por dois grupos de cidadãos romanos proeminentes: o ordo decuriornum ou cúria (o senado local) e o ordo Caesaragustanum (um conjunto de magistrados), que integravam um ordo ou ordem de cidadãos da maior categoria, inicialmente surgidos entre os oficiais e veteranos das legiões e designados para estabelecer a primeira cúria.
À cabeça do governo da cidade situavam-se cada ano dois duúnviros (equivalentes dos cônsules romanos), cujo nome aparecia nas cunhagens monetárias. Excepcionalmente, podiam ser substituídos por um prefeito com atribuições diretamente emanadas de Roma.

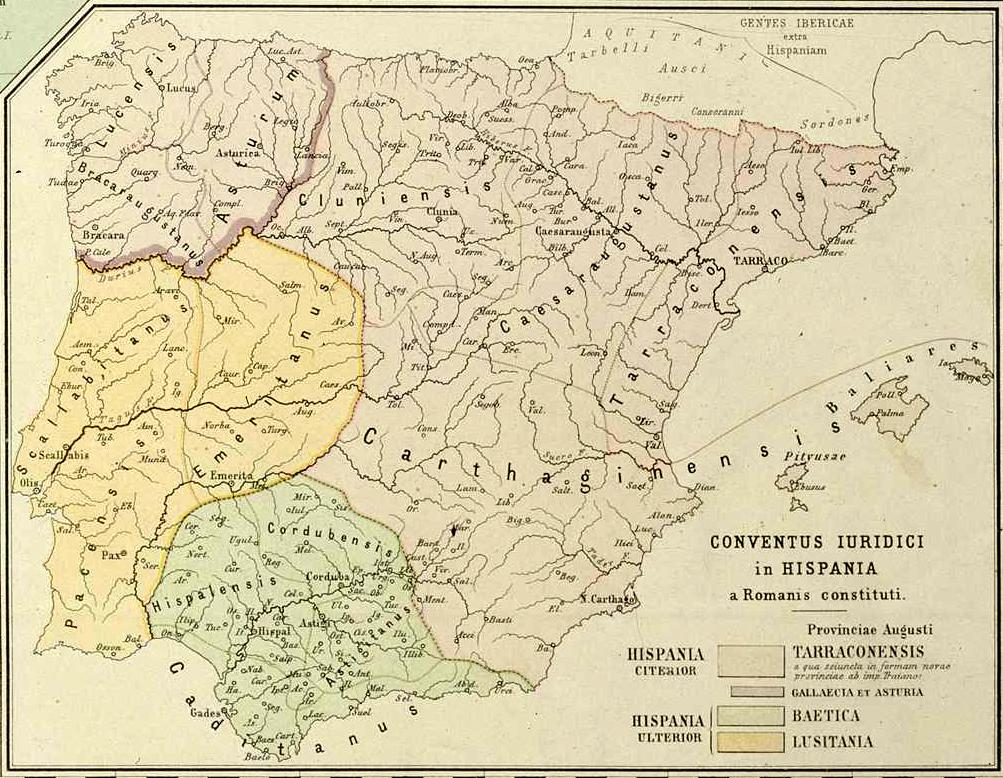
Demarcações jurídicas na Hispânia.

Com os duúnviros colaboravam dois edis, encarregados do bom funcionamento das indústrias, obras públicas e silos de cereal (hórreos), e um questor encarregado da administração.
Os primeiros duúnviros de Cesar Augusta foram Quinto Lutácio, Marco Fábio, Caio Alsano, Tito Cérvio, Lúcio Cássio e Caio Valério Fenestela, cujos nomes remetem a famílias itálicas. É conhecido apenas o nome de um edil, Marco Júlio Antoniano, documentado nas inscrições das tubagens de chumbo que, com funções de aqueduto, foram integradas à ponte sobre o Ebro.
César Augusta era a capital de uma das sete demarcações judiciárias (convento jurídico) em que se dividia a província Tarraconense. O convento Cesaraugustano era um dos mais extensos e incluía a norte  as atuais Pamplona e Irún, a oeste Calahorra, a sul Alcalá de Henares e a leste Lérida.
Assim, César Augusta foi um centro em que deviam resolver os assuntos legais em segunda instância. Para além disso, gozava de capitalidade religiosa, com culto próprio, pois dispunha de um Gênio do convento Cesaraugustano com sacerdócio particular e recepção de homagens e oferendas sagradas de todas as cidades da demarcação administrativa. Segundo alguns autores, os vestígios de Basílica encontrados no Palácio dos Pardo, na confluência entre o cardo e o decúmano, constituiriam o fórum solene e religioso; enquanto o fórum escavado sob a Praça da Seo serviria de fórum comercial e administrativo da cidade.

## Século I d.C.
Durante esta época, a nova colonia immunis experimentou um importante crescimento econômico, a julgar pelo volume de moeda cunhada e a envergadura das obras públicas executadas, que acabaram dando uma fisionomia de grande urbe à cidade.
Toda a ribeira do Ebro era de terraço nesta época para evitar inundações até uma quota igual à da atual Praça do Pilar. A envergadura destes trabalhos solveram para o futuro o risco de crescidas do Ebro. Foram praticados, assim mesmo, abundantes desmontagens nas cercanias da urbe, para adaptar terrenos agrícolas que abastecessem a colônia.

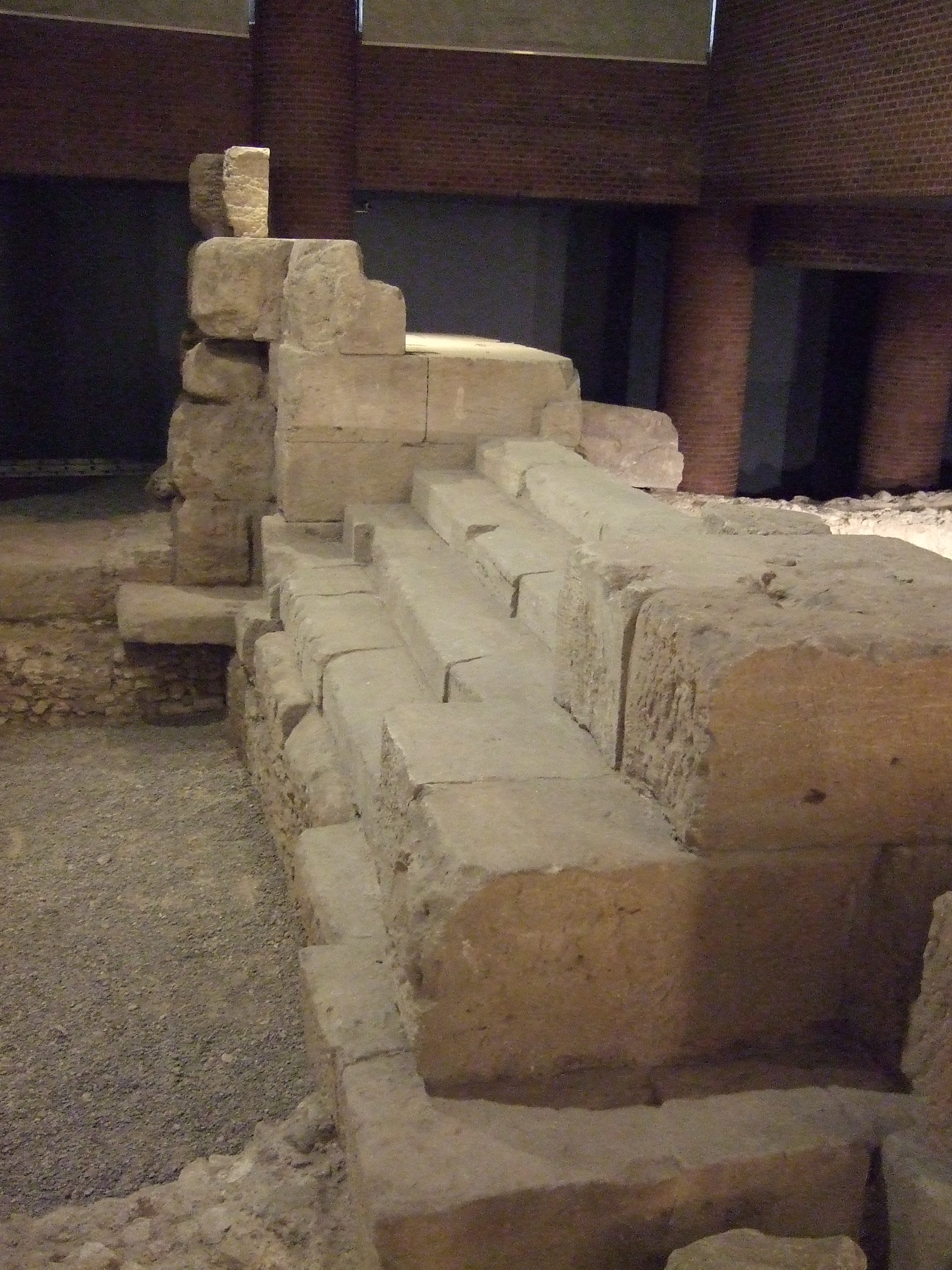
Vestígios da escadaria de acesso do porto fluvial ao fórum comercial.

### Fórum de Tibério
A obra mais destacada à época  de Tibério (14 d. C.- 37) foi a remodelação do fórum, ampliado mediante o design de um retângulo de mais de 50 metros no lado ocidental, onde se alojavam lojas com cave. O perímetro alojava um duplo pórtico interior. Estava pavimentado com lajes de pedra calcária e construído com várias técnicas de aparelho: opus vittatum, opus africanum e opus caementicium ou concreto romano.
O fórum de Tibério incluía, além do templo, outros edifícios e monumentos institucionais. Há vestígios do edifício da cúria e pedestais de suporte de um programa iconográfico escultórico dedicado a Augusto, à sua família e aos seus sucessores. Perto da rede de esgoto que discorre sob o fórum foi encontrada uma estátua de um jovem da época de Nero ou Domiciano.
Por outro lado, destaca-se uma zona de armazenamento de cereal a norte do fórum à qual se acedia desde o porto fluvial por uma escada de obra monumental com uma porta de tripla passagem. Os vestígios dessa escadaria ficam no Museu do porto fluvial de César Augusta.
Por fim, nas escavações do Palácio dos Pardo, sede atual do Museu Camón Aznar, encontraram-se no final do século XX vestígios de um muro que seria parte de um templo ou basílica

### Teatro

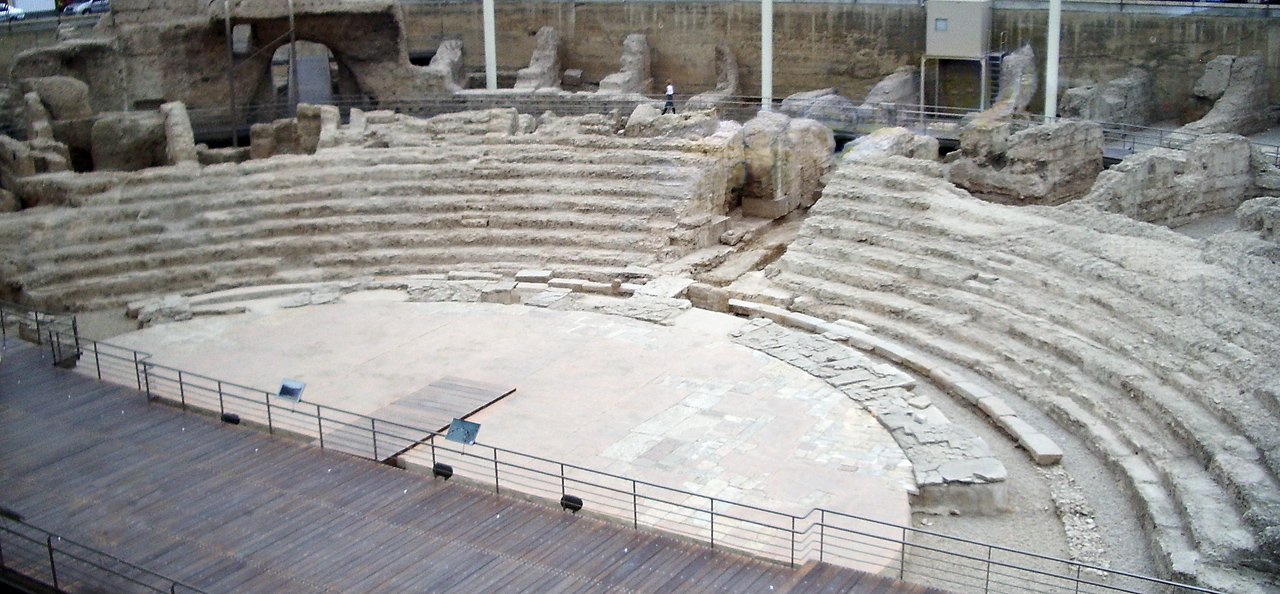
Teatro de César Augusta.

A este período pertence também a obra maior do teatro, cuja edificação começou no final do governo de Tibério e foi concluída na época  de Cláudio por volta de 50 d.C. Ocupou um solar que fora destinado a esta infra-estrutura teatral desde o planejamento colonial do período de César Augusto.
Esteve inspirado no modelo do Teatro de Marcelo de Roma. Na sua construção foi usada uma estrutura de concreto (opus caementicium) para elevar a arquibancada que, na sua fachada exterior de três pavimentos e vinte e dois metros de altura, foi recoberta com lajes de mármore ou silhares de opus quadratum oferecendo uma decoração monumental.
Possuía, porém, um singular acesso independente desde a porta central da fachada até a orchestra de traçado perpendicular às tábuas ou scena e que percorria como um eixo o teatro para uso das autoridades, que acediam assim diretamente às cadeiras reservadas no semicírculo orquestral.
Trata-se de um dos maiores teatros da Hispânia, com os seus 7000 metros quadrados de superfície (106 m de diâmetro) e capacidade para albergar cerca de 6000 espectadores.

### Outras obras públicas: templos e termas

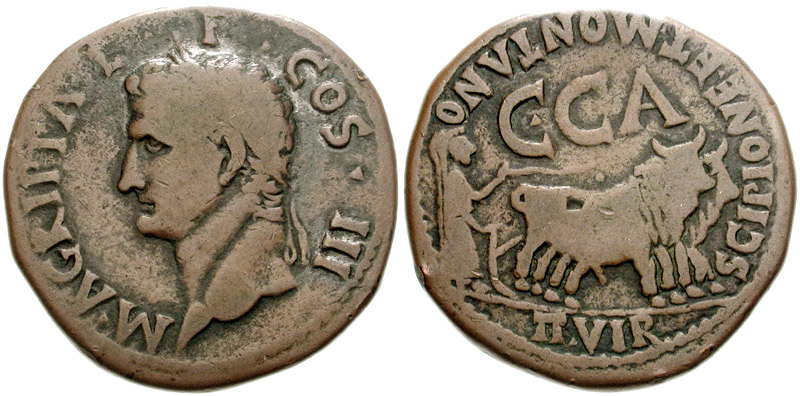
Moeda cunhada em César Augusta sob o governo de Calígula. O reverso representa o ritual fundacional da colônia. A inscrição C·CA alude à fábrica de moeda de César Augusta, e à lenda SCIPIONE·ET·MONTANO (Cipião e Montano) conta dois duumviri que governavam como cônsules locais em

No fim da década de 1980, no decurso das obras da remodelação da Praça do Pilar, apareceu a cimentação e parte do pódio de um templo capitolino, situado no atual parking subterrâneo de dita praça, afastado do único fórum conhecido, o qual unido a que tem uma orientação eixo E-O (entrada por leste ), faria pensar na existência de dois fóruns ligados.
À parte deste achado, o aspecto dos templos pode ser documentado através das moedas cunhadas em Saragoça. Num dupôndio de 28 é representado um templo de tipo hexástilo ao qual se acedia através de três arquibancadas, com colunas de tipo ático e um simples frontão decorado geometricamente com triângulos inscritos que estava dedicado à pietas augusti. Mais tarde, num asse de 33 aparece outro templo tetrástilo de colunas coríntias com acanaladuras.
Na etapa final Julio-Claudiana, que abrange os governos de Calígula, Cláudio e Nero foram realizadas também numerosas obras públicas.
Destas termas públicas conserva-se em bom estado uma piscina para nadar ou natatio rodeada de colunas seguindo exemplos de representação romanos. Tratar-se-ia de instalações de banhos em eixo, seguindo a sequência natatio, frigidários, tepidários e caldários. Decoraram-se interiormente com mármore solos e muros, aos quais foi acrescentada ornamentação floral de tradição júlio-claudiana. Houve mais termas públicas, e numerosas privadas nas habitações particulares. Entre as primeiras destacam-se as encontradas na Praça das catedrais, à época de Nero ou Vespasiano.

### Cerâmica
Quanto à cultura material, observa-se na segunda metade do século I d. C. uma maior presença cerâmicas hispânicas, encontradas nas diversas habitações escavadas. Assim mesmo, é documentada cerâmica do norte da África e, no vidrado, seguia a colônia nutrindo-se de centros produtores do norte da península Itálica.
É significativa a presença pela primeira vez de enxoval cerâmico procedente de oficinas de olaria saragoçanas, desde meados do século I.

### Finais do século I d.C.
Com a dinastia Flávia foram potenciadas as vias de comunicação com César Augusta, testemunhado em um miliário situado na calçada para Bílbilis. Foram encontrados, além disso, vestígios de muros de seixos rolados fora do perímetro considerado urbanizado tradicionalmente na rua Palomeque n.º 6, de uma casa da rua Heroísmo, junto à qual se encontram vestígios de um vial urbano, e de um ninfeu na Rua do doutor Palomar provido de tanque, uma fonte e pinturas murais. Também se empreenderam importantes reformas no teatro.

## Século II d.C.

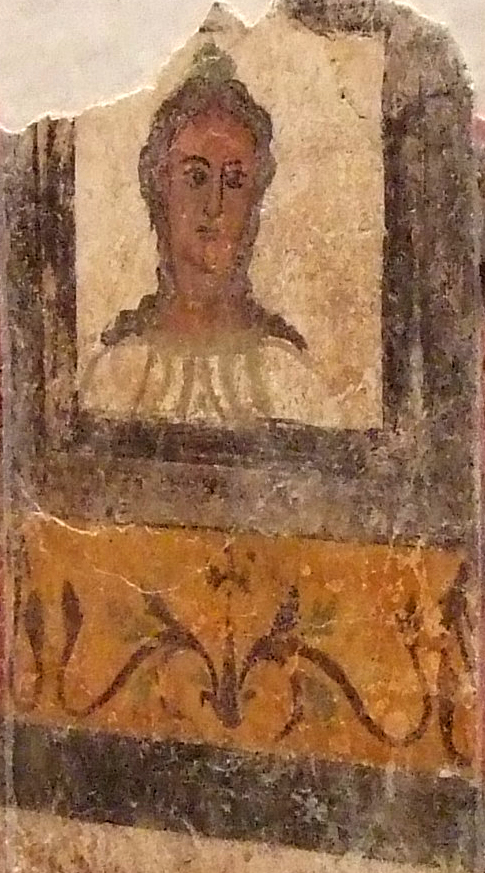
Pintura mural representando uma musa de época de Adriano (117—138), encontrada na rua S. Agustín 5-7.

Seguia sendo um período de economia emergente, como testemunha a finalização da calçada que conduzia à capital da Lusitânia, Emerita Augusta.
A época dos Antoninos as atividades econômicas da cidade foram expandidas para os espaços rurais, o que causa um importante crescimento de villae agrárias. Exemplo disso é a encontrada entre as ruas Afonso V e Rebolaria, com um implúvio com pórtico, dotado de uma estátua central de um Fauno ébrio deitado sobre um odre. O solar esteve edificado desde o século I, o qual prova que a cidade, antes do século III, se estendia até a margem do Huerva.
Numerosos exemplos de domus (ou casas unifamiliares) de cidadãos acaudalados da cidade dispunham de termas privadas, embora também aparecessem outros estabelecimentos termais de caráter público, como os da Praça de Santa Marta, que conservaram vestígios de pinturas de grinaldas e flores. Contudo, as prospecções arqueológicas não documentaram por enquanto a presença de insulas, ou blocos de habitações.
César Augusta era já uma urbe dotada de um perímetro agrícola ou agro de grande importância, regado pelos quatro rios que confluem nas suas cercanias (rio Jalón, Huerva, Gállego e Ebro); de necrópole situadas nas margens das calçadas de acesso à cidade e de um conjunto de oficinas industriais entre as que se destacam os alfares.
Para finais do século II aparecem mosaicos policromos e decorativos, como o da grande domus da igreja de San Juan de los Panetes dedicada a Orfeu (talvez do século III). Outros mosaicos são o de Eros e Pan, o de Eros e Psique e o do Triunfo de Baco (também datado no século III), encontrado entre as ruas de Coso Alto e Afonso I.
Também em finais do século XX foram encontrados na rua S. Agustín vestígios de uma domus com pinturas murais policromas que incluíam representações das musas. Trata-se de um estilo datado na época  de Adriano (117—138) novo em César Augusta. Aumenta o tamanho da ornamentação pictórica dos muros das habitações. Ao lado destas complexas decorações, continuam aparecendo modelos mais simples, que decoram as paredes mediante imitações de mármore, e que perdurarão até o século IV.

## Século III d.C.

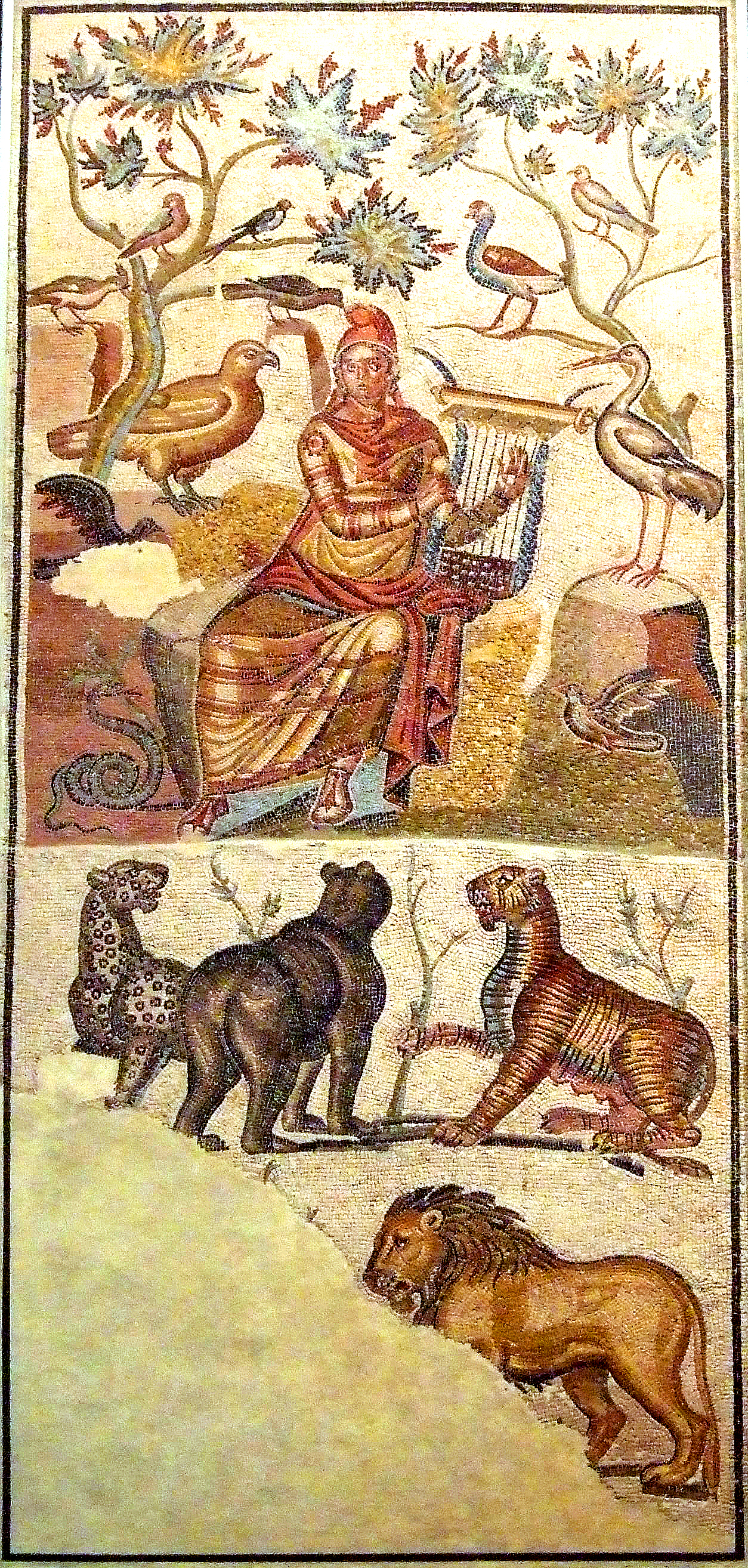
Mosaico de Orfeu.

Se bem que a primeira metade do século III é desconhecido no que concerne a César Augusta, é este um período de mudanças significativas na cidade. Foram reedificadas ou construídas as muralhas atuais, pois é um período instável, o que corrobora que a mesma cidade de Roma tivesse de se murar neste século. Os vestígios de muralha que podem ser contemplados atualmente são um trecho com cerca de oitenta metros entre o Mercado Central e a igreja de San Juan de los Panetes e o lanço inferior de outro trecho no ângulo nordeste (passeio de Echegaray y Caballero).
No século III o teatro de César Augusta é modificado novamente, o que pode indicar uma nova função deste edifício.
Por outro lado, no século III proliferam as grandes casas representativas dos cidadãos de maior prestígio. Encontram-se nelas pavimentos de mosaicos policromados de grandes proporções, como o da Casa de Orfeu, domus, cuja sala tinha 47 m², ou o do Triunfo de Baco que apareceu junto a um importante grupo escultórico: o Grupo Ena (duas ninfas interpretando música, um delicado cinzelado e um gosto filo-helenístico introduzido no Império sob os Antoninos), conservado no museu Marés de Barcelona; anteriores datações, porém, atribuíram estes mosaicos e esculturas ao século II.
Também proliferam as vilas agrárias no processo de ruralização que experimenta a cultura romana no seu período final, e as grandes diferenças que começam a aparecer entre cidadãos honestiores e humiliores (de condição social humilde).
A calçada ocidental ou da porta de Toledo, fora gerando nas suas margens um bairro de oleiros, pois as indústrias da cidade deviam ficar fora do recinto urbano ao ser geradoras de contaminação e resíduos.
As necrópoles da cidade ficavam extramuros, aos lados dos grandes viais de acesso da cidade. No século III estão documentadas pelo menos três necrópoles importantes, uma em cada via correspondente às saídas leste ou de Toledo (bairro de San Pablo, ruas de São Blas e Dosset), oeste (necrópole de Las Fuentes, Rua de Nossa Senhora del Pueyo) e norte (junto ao Ebro, Passeio de Echegaray y Caballero).
Em meados do século IV surgirá, em torno de um espaço de culto na igreja basílica de Santa Engracia, um cemitério cristão, religião cuja presença em Saragoça data de meados do século III, como testemunha uma missiva do bispo de Cartago.

## Antiguidade tardia (284 - 408 d.C.)
Diocleciano (284-305) reformou o Estado e o sistema político romano, que sofrera uma prolongada crise que ameaçava a unidade do Império desde os tempos de Marco Aurélio (161-180), facilitando as incursões bárbaras. Diocleciano repartiu as responsabilidades de governo entre os tetrarcas, dos quais correspondiam ao Ocidente Maximiano e Constâncio, ficando Hispânia, a África e Itália, e com elas César Augusta, nas mãos de Maximiano. A cidade ficou a partir desse momento à margem das manobras de Diocleciano para recuperar o poder e, à sua morte, o governo da Hispânia passou aos seguintes imperadores. Os camponeses próximos da cidade refugiavam-se dentro das muralhas; aqueles mais afastados deviam confiar a sua defesa em pequenas tropas acantonadas em torres de vigilância distribuídas de modo regular nas vias. Grandes terratenentes podiam dispor do seu próprio exército privado, formado por escravos e servos.

Hispânia após as reformas administrativas de Diocleciano.

Dentro das reformas administrativas iniciadas por Diocleciano, a Hispânia Citerior foi divida em três: Galécia, Tarraconense e Cartaginense, com praeses perfectissimus, todas parte da Diocese da Hispânia, com capital em Mérida. César Augusta continuou pertencendo à província Tarraconense, governada por um praeses com sede em Tarragona, desaparecendo o antigo convento césaraugustano.
Habitualmente, o século IV é analisado do ponto de vista da decadência do Império: a pressão fiscal sobre os curiais, a fuga da aristocracia para os seus imóveis rurais e a crise econômica teriam provocado a decadência ou a ruína das cidades tardo-romanas. No caso de César Augusta, a arqueologia descobriu a decadência do conjunto termal de São João e São Pedro em meados do século IV. As termas sofreram uma espoliação de materiais nobres e um abandono tão radical que se encontraram os restos de um adolescente no solo do frigidário. Outros sinais das dificuldades de meados do século IV são o abandono de uma domus na rua Torrenueva, que mostrava rastos de fogo no mosaico, indicando um mau uso da habitação, a destruição das termas domésticas da rua Ossaú e o abandono definitivo do teatro.
Contudo, a decadência não parece ter sido importante no caso de Saragoça. A arqueologia mostra a existência de grandes casas luxuosas, uma importação de produtos exclusivos de Roma e do sul da França e um ativo comércio com o norte da África. A principal fonte do século IV, Paulino de Nola, cuja esposa Terásia tinha posses em Saragoça, Tarragona e Barcelona, conta que ele próprio habitava em César Augusta, entre outras localidades, e gaba o seu extenso território e as suas muralhas. Em 379 um concílio foi celebrado na cidade, que indica ter capacidade para receber os bispos e os seus séquitos. De fato, para finais do século IV, Saragoça e Barcelona começaram a incrementar a sua importância frente a Tarragona. Há notícias de jogos circenses em César Augusta em 504, sinal de que os curiais ainda continuavam cumprindo as suas funções nessa data.

### A chegada do cristianismo
| “ | Dez e oito mártires guarda a nossa povoação num sepulcro; à cidade que coube tamanha glória chamamos de Saragoça. | ” |

A primeira notícia do cristianismo em César Augusta aparece numa carta de Cipriano, bispo de Cartago, datada em 254, na qual menciona Félix de César Augusta, fidei cultor ac defensor veritate.
Foi Prudêncio que deixou o testemunho mais extenso no seu Peristephanon de princípios do século V. Nele fala dos "Inúmeros Mártires" — na realidade 18. Possivelmente faleceram na perseguição de Valeriano (200-260) de 257 e 258, embora o dado não seja seguro. Valero, bispo de Saragoça, e Vicente, o seu diácono, foram deportados por volta de 303 a 305 a Valência por Maximiano (250-310), onde foram torturados, falecendo Vicente. Valero, que ainda assistiu ao concílio de Iliberis em 306, pertencia à domus infulata dos Valérios, uma dinastia de bispos ceasaraugustanos chamados Valero/Valério, o que demonstra que Saragoça já era sede episcopal desde meados do século III.

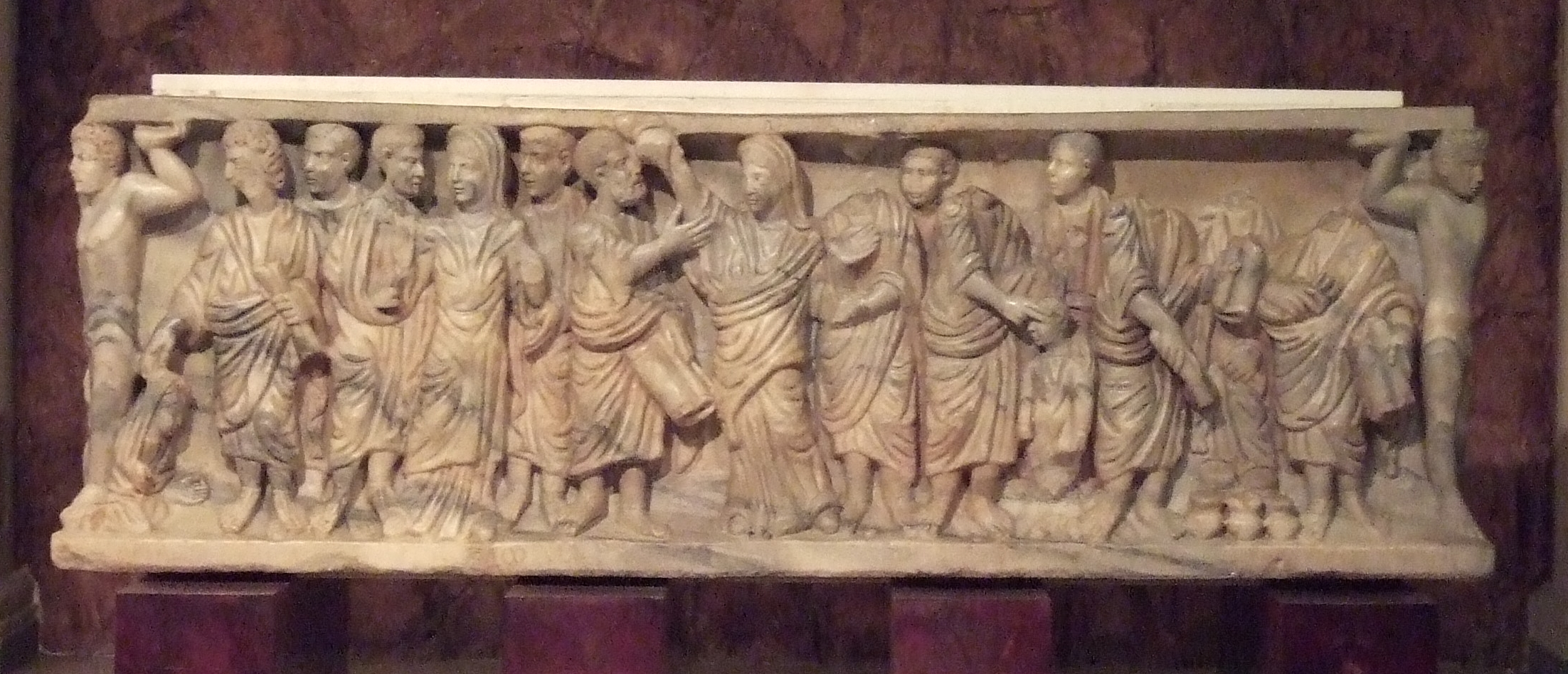
Sarcófago chamado da receptio animae ou da Assunção (ca. 330-350 d.C.), procedente de uma necrópole cristã perto da igreja basílica de Santa Engraça, onde se encontram atualmente. A iconografia mostra diversas cenas, entre elas que se pode ser destacado9889 a curação da hemorroísa e Cristo, a receptio animae, a curação do cego.

Em 311 Galério (260–311) publicou o édito que legalizava oficialmente à igreja cristã e a partir de 313, o cristianismo obteve uma posição de privilégio frente à religião tradicional. Isto permitiu a realização de uma série de concílios, como o já mencionado de Iliberis, nos quais a igreja depurou e eliminou uma série de heresias. Ao concílio de Arles foram enviados em 314 Rufino e Clemêncio. Em 343, Casto, bispo de Saragoça, foi convocado a Sérdica (atual Sófia, Bulgária) para combater o arianismo. Também houve concílios em Saragoça, sendo o primeiro em 380 dedicado à luta contra o priscilianismo.
De entre 330 e 350 d.C. conservaram-se dois sarcófagos paleo-cristiãos, que se conservam na igreja basílica de Santa Engraça Ambos são de mármore esculpido em Roma, o qual indica a existência de cristãos com suficientes recursos.
Além da já mencionada basílica-igreja de Santa Engraça, que se encontrava no mesmo lugar que o edifício atual, é possível que houvesse outras duas basílicas igrejas na cidade. A primeira, a de Santa Maria, no lugar  no que se encontra atualmente a Basílica do Pilar; a segunda, a de São Milhão, nos terrenos do antigo teatro romano. Também se especulou sobre a existência de uma terceira basílica-igreja na necrópole ocidental, identificando-a com a de São Félix. Foram encontrados os vestígios do templo do fórum sob a catedral da Seo, o que indica uma continuidade do culto desde época romana, passando pela mesquita maior de Saraqusta e pela catedral cristã moderna, embora não encontrassem provas arqueológicas da existência de um templo cristão romano ou visigótico no lugar.
Em 380 Teodósio (346–395), com o édito de Tessalónica, nomeava o cristianismo religião oficial e única do Império.

## A queda do Império (408 - 472 d.C.)

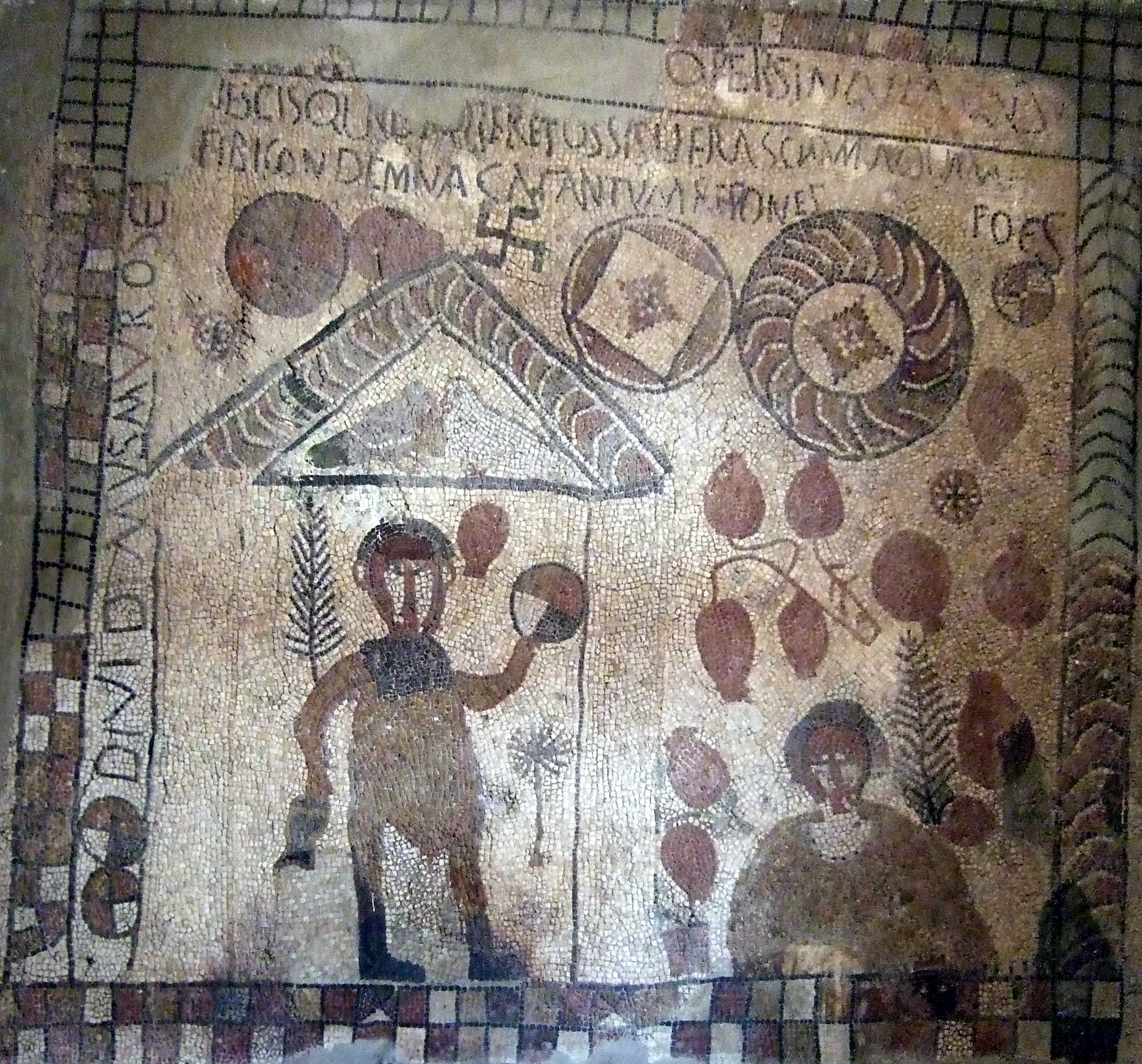
Mosaico da vila rústica de Estada (século V d. C.).

À crise interna do Império uniu-se que, no Inverno de 405-406 d.C., o Reno gelou e os povos germânicos cruzaram o rio a pé: suevos, vândalos e alanos lançaram-se à conquista e ao saque da Gália. No Outono de 409 entravam na Hispânia.
A invasão germana coincidiu com a elevação de Constantino em 407, então comandante da Britânia, contra o imperador do Ocidente, Flávio Honório. Constantino estabeleceu a capital em Arles, na Gália, enviando o seu filho, César Constante, e o seu general Gerôncio a conquistar a Lusitânia, ainda fiel a Honório, filho de Teodósio I, natural de Cauca. À sua volta, Constante passou por César Augusta, deixando ali a sua esposa, Gerôncio e a maioria do seu exército. Gerôncio decidiu sublevar-se contra Constantino e Constante, pactuando com alanos, suevos e vândalos a repartição da Península e lançando-se à perseguição de Constante, ao que alcançou e matou. Este fato indica que a cidade tinha a suficiente importância tanto para ser considerada segura por Constante, como com os recursos necessários para ser base de um levantamento por Gerôncio. Honório reagiu em 411, derrotando tanto a Constantino como a Gerôncio, mas apenas conseguiu reconquistar Tarraconense, ficando o restante da Hispânia nas mãos das tribos germânicas.
A arqueologia mostra que no século V foram abandonados os locais públicos da cidade. O fórum foi abandonado e os silhares do teatro foram reutilizados na construção de habitações. Estas habitações com frequência foram construídas precisamente nesses espaços públicos abandonados, o qual poderia ser explicado como uma tentativa de acomodar dentro da muralha as populações rurais que fugiam da instabilidade reinante.
César Augusta livrou-se dos ataques dos bagaudas que decorreram entre 441 e 454 graças às suas poderosas muralhas. O problema foi tão importante que Turíaso foi assaltada, pilhada e massacrada. Para solucionar o problema, Teodorico II, rei dos visigodos, ainda sob obediência romana, enviou seu irmão Frederico no comando de um exército.
A Crônica Césaraugustana recolhe a última visita de um imperador romano em 460. O imperador Majoriano (457-461) parou em César Augusta de caminho para o norte da África, que caíra nas mãos dos vândalos asdingos. O fato é curioso levando em conta que o caminho lógico para ir a Cartagena era pela costa, mas talvez se desviasse pela importância militar da cidade.
Em 472 a cidade foi definitivamente conquistada por um exército visigodo liderado pelo conde Gauteric, em nome do rei Eurico. Apenas quatro anos depois, em 476, Odoacro, chefe dos hérulos, depôs o último imperador romano de ocidente, o que é considerado habitualmente como o Queda do Império Romano do Ocidente e o começo da Alta Idade Média.